# Mercury (wielerploeg)
Mercury was een Amerikaanse wielerploeg die bestond tussen 1995 en 2002. Het team was ook bekend onder de naam Mercury Cycling Team. Mercury reed in de  Continentale circuits. Het team werd door het automerk Mercury gesponsord.
Het team begon in 1995 als Nutra Fig en reed in 1997 als Comptel Data Systems. Vanaf 1998 opereerde het team als Mercury. In 2000 en 2001 was de officiële naam door toevoeging van cosponsoren respectievelijk Mercury Cycling Team-Manheim Auctions en Mercury-Viatel.

## Bekende renners
- Léon van Bon (2001)
- Baden Cooke (2000-2001)
- Tom Danielson (2002)
- Julian Dean (1998)
- Gordon Fraser (1998-2001)
- William Frischkorn (2000-2001)
- Fabrizio Guidi (2001)
- Chris Horner (2000-2001)
- Roy Knickman (1998-2000, ook assistent-ploegleider)
- Jans Koerts (2001)
- Floyd Landis (1999-2001)
- Peter Van Petegem (2001)
- Pavel Tonkov (2001)
- Henk Vogels (2000-2002)
- Steve Zampieri (2000)

## Overwinningen
- Parijs-Nice: 2001, 2e etappe (Van Petegem), 3e etappe (Koerts), 8e etappe (Guidi)
- Ronde van Romandië: 2001, 1e etappe (Guidi)
- Critérium International: 2000, 1e etappe (Fraser)
- Ronde van Poitou-Charentes: 2000, winnaar Landis

Bishop ·
Clinger ·
Elliott ·
Klasna ·
Leipheimer ·
Peters ·
Rogers ·
Sayers ·
Sheehan ·
Vaughters ·
Walker ·
Willett
Anand ·
Bishop ·
Clinger ·
Dean ·
Fraser ·
Knickman ·
Peters ·
Rogers ·
Sayers ·
Walters ·
Willett
Bouchard-Hall ·
Clinger ·
Fraser ·
Knickman ·
Landis ·
Lechuga ·
Moninger ·
Peters ·
Rogers ·
Sayers ·
Valenzuela ·
Willett ·
Zárate ·
Soler (stagiair) ·
Spinelli (stagiair)
Bouchard-Hall ·
Bratkowski ·
Cooke ·
Drew ·
Fraser ·
Frischkorn ·
Horner ·
Knickman ·
Landis ·
Moninger ·
Peters ·
Pic ·
Rogers ·
Sayers ·
Swiggers ·
Vogels ·
Willett ·
Zajicek ·
Zampieri ·
Zárate ·
Davis (stagiair) 
Axelsson (tot 01/09) ·
van Bon ·
Bouchard-Hall ·
Chotard (tot 15/09) ·
Cooke ·
Drew ·
Fraser ·
Frischkorn ·
Guidi ·
Horner (tot 15/09) ·
Koerts ·
Landis ·
McRae (tot 31/08) ·
Moninger ·
Peters ·
Pic ·
Sayers ·
Scanlon ·
Stojanov ·
Teterioek ·
Tonkov ·
Van Bondt ·
Van Petegem (tot 12/09) ·
Vansevenant ·
Vogels ·
Wayne ·
Wherry ·
Zajicek ·
Lechuga (stagiair) ·
Tuft (stagiair) ·
Wilson (stagiair) 
Bouchard-Hall (tot 09/06)·
Danielson ·
Flynn ·
Fraser ·
Houck ·
Ibarra ·
Jankowiak ·
B. Jones ·
T. Jones ·
Lechuga (tot 31/03) ·
Miller ·
Moninger (tot 10/08) ·
Sayers ·
Sbeih ·
Stojanov ·
Swiggers ·
Vogels ·
Wherry ·
Wren ·
Zajicek ·
Zárate